# Adalbert Seitz

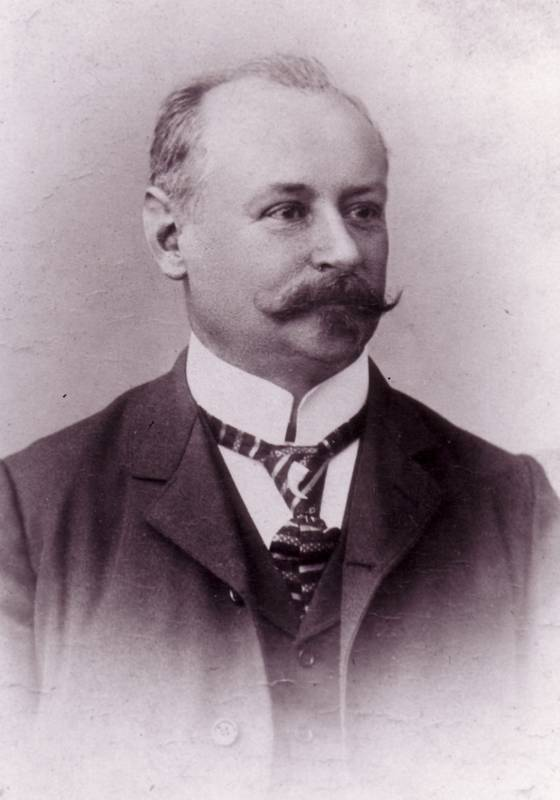
Adalbert Seitz

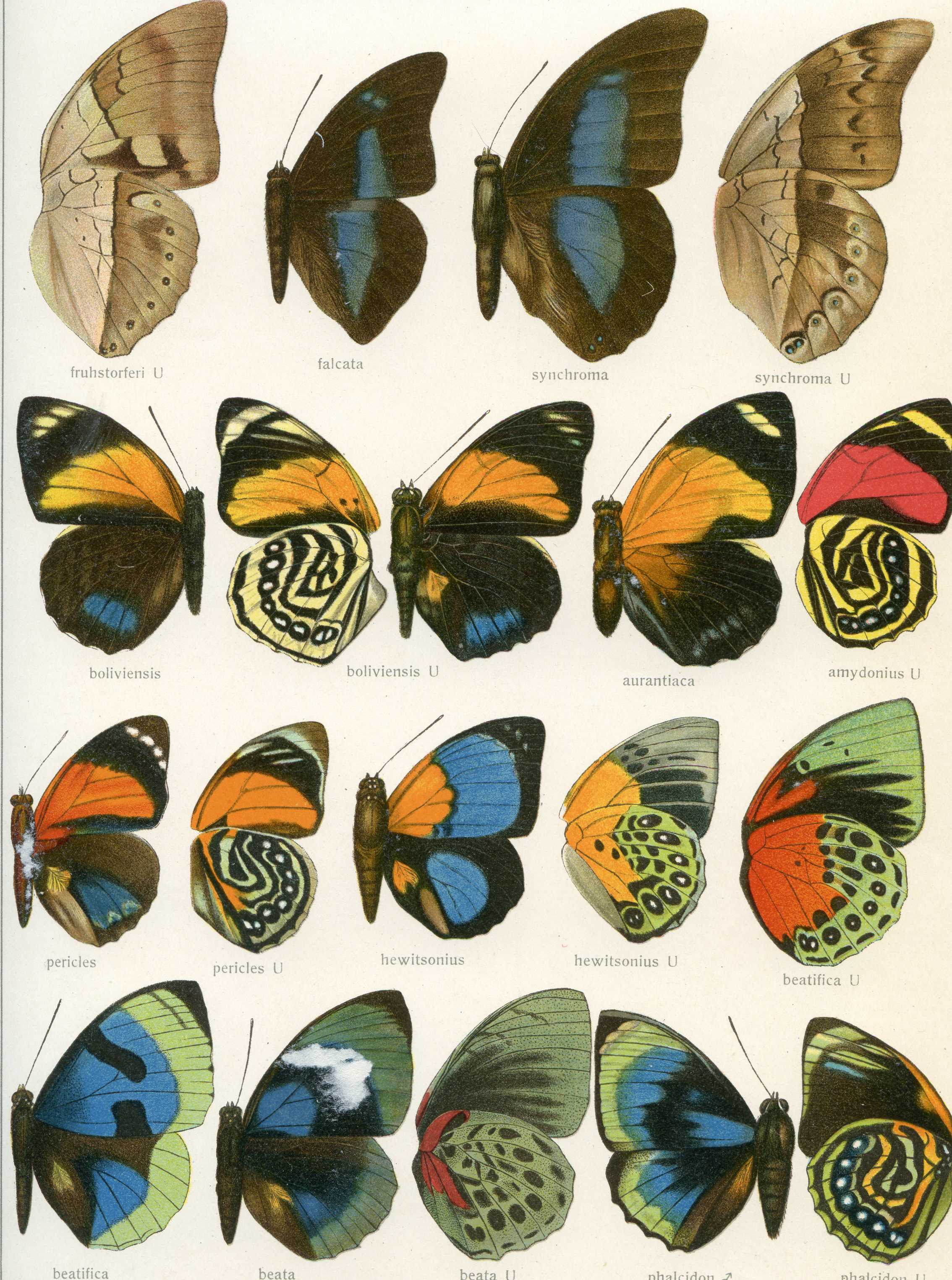
Eine Tafel aus Die Großschmetterlinge der Erde

Adalbert Seitz (* 24. Februar 1860 in Mainz; † 5. März 1938 in Darmstadt) war ein deutscher Entomologe, Arzt und Reisender, der sich auf die Erforschung der Schmetterlinge (Lepidopterologie) spezialisiert hatte. Er war Direktor des Zoologischen Gartens Frankfurt und Herausgeber des unvollendeten Werks Die Großschmetterlinge der Erde.

## Leben
Adalbert Seitz beschäftigte sich seit seiner Kindheit mit Schmetterlingen und reiste nach dem Studium der Medizin und Zoologie als Schiffsarzt um die Welt, um die Tiere zu sammeln und zu erforschen. Daneben befasste er sich mit der Tierhaltung in Zoos und der Präsentation der Tiere für die Besucher. Am 1. April 1893 wurde er Direktor des Zoologischen Gartens Frankfurt, forschte aber weiter an Schmetterlingen.

### Zoologischer Garten Frankfurt
Seitz legte Wert auf attraktive Schautiere und eine gute Tierbeschilderung. Er ergänzte die wissenschaftlichen Namen zu den schon vorhandenen deutschen Namen und erweiterte die Schilder um Informationen wie etwa Brut- und Zugzeiten. Unter seiner Leitung entstand ein Haus für kleine Säugetiere mit flexiblen Käfigen aus Würfeln mit 1 Meter Kantenlänge, deren Wände entfernt werden konnten und die damit seitlich und in der Höhe verändert werden konnten. 1904 wurde für Reptilien und Amphibien, die zuvor im relativ dunklen und warmen Affenhaus untergebracht waren, eine Halle auf dem Dach des Aquariums erbaut. Durch die Bauweise ähnlich einem Gewächshauses konnten sich die Tiere sonnen und nur im Bedarfsfall wurde geheizt. Im gleichen Jahr wurden in einem Holzhaus zum ersten Mal präparierte und lebende Insekten zusammen gezeigt. Eine ausführliche Beschilderung brachte den Besuchern das Leben der Tiere nahe.
Am 31. März 1908 gab er das Amt des Zoodirektors auf, um sich wieder verstärkt der Schmetterlingsforschung zu widmen. Er unternahm mehrere Sammlungsreisen, vor allem in die Tropen.

### Naturmuseum Senckenberg
Seitz war ab 1919 der erste bezahlte Kurator der entomologischen Sektion am Naturmuseum Senckenberg in Frankfurt bis zu seinem Tod 1938.

### Die Großschmetterlinge der Erde
Der erste Band des 16-bändigen Werks Die Großschmetterlinge der Erde erschien 1909, jedoch einzelne Lieferungen für den ersten Bands bereits 1907. Durch den Ersten und Zweiten Weltkrieg und die Weltwirtschaftskrise kam es immer wieder zu Verzögerungen und der letzte Band des unvollendeten Werks erschien erst nach Seitz’ Tod. Die Gliederung ergibt sich aus den vier biogeographischen Regionen Eurasien (Paläarktis), Amerika (Neotropis und Nearktis), Afrika (Afrotropis) und indo-australische Region (Orientalis und Australis), für die jeweils ein Band über Tagfalter, Spinner (Bombycidae) und Schwärmer (Sphingidae), Eulen (Noctuidae) und Spanner (Geometridae) erschien. Die Textbände erschienen in Deutsch, englisch und französisch. Der erste Band wurde vom Lehmann Verlag in Stuttgart herausgegeben. Dieser verkaufte das Projekt an Alfred Kernen, der die weiteren Bände auf Deutsch und Englisch veröffentlichte. Die sehr unvollständige französische Ausgabe (Les Macrolépidoptères du globe) wurde von Le Moult in Paris verlegt. Die Bände (inklusive der Bildbände) der deutschen oder englischen Ausgabe (The Macrolepidoptera of the World) kosten heute im Antiquariat etwa 10.000 Euro.

## Veröffentlichungen
- Seitz, Adalbert; Schulze, Paul: Die Seidenzucht in Deutschland : Eine krit. Untersuchung / von Adalbert Seitz. Mit einem Anhang von Paul Schulze, Stuttgart, 1918, 320 Seiten
- Seitz, Adalbert: Goyaz-Reise, Teil 1, Verlag Alfred Kernen, Stuttgart, 1931, 66 Seiten
- Seitz, Adalbert: Goyaz-Reise, Teil 2, Verlag Alfred Kernen, Stuttgart, 1932, Seite 67–128
- Seitz, Adalbert: Fünf entomologische Tage, Verlag Alfred Kernen, Stuttgart, 1934, 42 Seiten, aus: Entomologische Rundschau, Jahrgang 51, Nr. 4; 6; 7; 12; 16
- Seitz, Adalbert: Die Großschmetterlinge der Erde, Verlag Alfred Kernen, Stuttgart

Band 1: Abt. 1, Die Großschmetterlinge des palaearktischen Faunengebietes, Die palaearktischen Tagfalter, 1909, 379 Seiten, mit 89 kolorierten Tafeln (3470 Figuren)
Band 2: Abt. 1, Die Großschmetterlinge des palaearktischen Faunengebietes, Die palaearktischen Spinner und Schwärmer, 1912–1913
Band 3: Abt. 1, Die Großschmetterlinge des palaearktischen Faunengebietes, Die palaearktischen eulenartigen Nachtfalter, 1914
Band 4: Abt. 1, Die Großschmetterlinge des palaearktischen Faunengebietes, Die spannerartigen Nachtfalter, 1915
Band 5: Abt. 2, Die exotischen Großschmetterlinge, Die Großschmetterlinge des amerikanischen Faunengebietes, 1907
Band 6: Abt. 2, Die exotischen Großschmetterlinge, Die amerikanischen Spinner und Schwärmer, 1940, 1327 Seiten, 198 Tafeln
Band 7: Abt. 2, Die exotischen Großschmetterlinge, Die amerikanischen Eulen, 1923, 508 Seiten, 87 Tafeln
Band 8: Abt. 2, Die exotischen Großschmetterlinge, Die amerikanischen Spanner, 1907, 144 Seiten, 16 Tafeln
Band 9: Abt. 2, Die exotischen Großschmetterlinge, Die indo-australischen Tagfalter, 1927, 1197 Seiten 177 Tafeln
Band 10: Abt. 2, Die exotischen Großschmetterlinge, Die indo-australischen Spinner und Schwärmer, 1933, 847 Seiten, 104 Tafeln
Band 11: Abt. 2, Die exotischen Großschmetterlinge, Die indo-australischen eulenartigen Nachtfalter, 1924, 1141 Seiten, 203 Tafeln
Band 12: Abt. 2, Die exotischen Großschmetterlinge, Die indo-australischen Geometridae
Band 13: Abt. 2, Die exotischen Großschmetterlinge, Die afrikanischen Tagfalter, 1925, 613 Seiten, 80 Tafeln
Band 14: Abt. 2, Die exotischen Großschmetterlinge, Die afrikanischen Spinner und Schwärmer, 1925–1930, 80 Tafeln
Band 15: Abt. 2, Die exotischen Großschmetterlinge, Die afrikanischen eulenartigen Nachtfalter, 286 Seiten, 41 Tafeln
Band 16: Abt. 2,  Die exotischen Großschmetterlinge, Die afrikanischen spannerartigen Nachtfalter, 1929, 160 Seiten, 18 Tafeln
Band 1, Supplement: Die palaearktischen Tagfalter,
Band 2, Supplement: Die palaearktischen Spinner und Schwärmer
Band 3, Supplement: Die palaearktischen eulenartigen Nachtfalter
Band 4, Supplement: Die spannerartigen Nachtfalter
- Seitz, Adalbert, Franz, Elli (Hrsg.): Als Naturforscher durch alle Erdteile Reiseberichte von Prof. Dr. Adalbert Seitz, div. s/w Abb. W. Kramer, Frankfurt am Main, 1951, 351 Seiten